# Borbo binga
Borbo binga är en fjärilsart som beskrevs av Evans 1937. Borbo binga ingår i släktet Borbo och familjen tjockhuvuden. Inga underarter finns listade i Catalogue of Life.